# Jezioro Modzerowskie
Jezioro Modzerowskie – jezioro położone na Pojezierzu Kujawskim, w woj. kujawsko-pomorskim, powiecie włocławskim, w gminie Izbica Kujawska.

## Ochrona przyrody
Na obszarze jeziora, celem objęcia ochroną terenów źródliskowych rzeki Noteci, ustanowiony został Obszar Chronionego Krajobrazu Jezioro Modzerowskie.